# 40 (število)
40 (štírideset) je naravno število, za katero velja 40 = 39 + 1 = 41 - 1.

## V matematiki
- sestavljeno število.
- četrto osemkotniško število {\displaystyle 40=3\cdot 4^{2}-2\cdot 4\,\!}.
- sedmo obilno število {\displaystyle \sigma ^{*}(40)=1+2+4+5+10+20=42>40}.
- sedmo Zumkellerjevo število.
- vsota prvih štirih petkotniških števil.
- najmanjše število n, za katero ima enačba φ(x) = n natanko 9 rešitev. Rešitve enačbe so: 41, 55, 75, 82, 88, 100, 110, 132, 150.
- Harshadovo število.

## V znanosti
- vrstno število 40 ima cirkonij (Zr)

## Drugo

### Leta
- 440 pr. n. št., 340 pr. n. št., 240 pr. n. št., 140 pr. n. št., 40 pr. n. št.
- 40, 140, 240, 340, 440, 540, 640, 740, 840, 940, 1040, 1140, 1240, 1340, 1440, 1540, 1640, 1740, 1840, 1940, 2040, 2140